# Habenaria rotundiloba
Habenaria rotundiloba är en orkidéart som beskrevs av Guido Frederico João Pabst. Habenaria rotundiloba ingår i släktet Habenaria och familjen orkidéer. Inga underarter finns listade i Catalogue of Life.